# 龜殼 (地名)
龜殼，原寫為龜壳，又寫為龜売，是臺灣臺中市大安區的一個傳統地域名稱，位於該區中部偏西。相較於今日行政區，其範圍大致為龜殼里西南部。

## 歷史
台灣清治末期，龜殼地區為一街庄，稱為「龜壳庄」，隸屬於苗栗三堡。該庄西臨台灣海峽，北及東與溪洲庄為鄰，東南一小段與牛埔庄為界，南邊為三塊厝庄、中庄。
1901年（日明治三十四年）11月，全台廢縣廳改設二十廳，該庄隸屬於苗栗廳。1903年（明治三十六年）6月，該庄編入「十八庄區」，仍隸屬於苗栗廳。1909年（明治四十二年）10月，全台二十廳合併為十二廳，苗栗廳廢止，十八庄區改隸屬於臺中廳。1920年（大正九年），全台地方制度大改正，該庄改制為「龜殼」大字，隸屬於臺中州大甲郡大安庄。
戰後大安庄改制為大安鄉，隸屬於臺中縣，大字亦改制為村。1950年10月，中、彰、投分治，大安鄉隸屬不變。2010年12月，隨著臺中縣、市合併為直轄臺中市，大安鄉改制為大安區，村亦改制為里。

## 聚落
本地區發展較早的聚落為埔頭（龜殼莊），在日治期初期的官方地圖上已有記載。此外，本地區尚有下龜殼、埔頭莊等聚落。

## 交通
省道台61線又稱「西部濱海快速公路」，是新北市八里至臺南市安南的快速公路，大致以北向南轉北北東—南南西走向蜿蜒經過龜殼地區中部，由此可快速前往台灣西部海岸各地。
區道中7線（中山南路）是田心子至水汴頭道路，大致以北向南轉北偏東—南偏西走向經過本地區中部，並位於省道台61線東側。由該道路向北可前往溪洲西北部的頂龜殼、海墘厝、北汕、下大安、田心子並止於安田庄，向南偏東轉東南可前往中庄、東勢尾、六塊厝東北部的水汴頭聚落並止於省道台1線路口。
區道中16線（龜殼路）是下龜殼至牛埔子的道路，其西側端點位於本地區中部偏南的區道中7線路口。由此向東南東可前往牛埔與溪洲交界地帶、牛埔東南端並止於牛埔極東點附近的區道中18線路口。